# Bernard Casoni
Bernard Casoni (Cannes, 4 de setembro de 1961) é um treinador e ex-futebolista francês. Atualmente, encontra-se sem clube.

## Carreira

### Clubes
Revelado pelo Cannes, profissionalizou-se em 1978, aos 17 anos de idade. Até 1984, jogou 126 partidas e marcou 8 gols. Destacou-se também pelo Toulon, onde teve 2 passagens (1984-88 e 1989-90) e jogou também pelo Matra Racing entre 1988 e 1989. Porém, foi com o Olympique de Marseille onde Casoni viveu os melhores momentos da carreira, tendo conquistado 4 títulos, sendo o mais importante a Liga dos Campeões da UEFA de 1992–93. Encerrou a carreira de jogador em 1996.
Voltou à ativa em 1999, desta vez como treinador do Olympique. Entre 2001 e 2015, comandou outras 10 equipes, com destaque para Bastia e Évian TG. Treinou ainda 3 equipes da Tunísia (Étoile du Sahel, Stade Tunisien e Club Africain), a Seleção da Armênia e o Videoton, mas sua passagem pela equipe húngara durou apenas 2 meses.

### Seleção Francesa
Pela Seleção Francesa, o meio-campista jogou 30 partidas entre 1988 e 1992, não tendo marcado nenhum gol. Jogou a Eurocopa de 1992, mas a equipe, treinada por Michel Platini, caiu na fase de grupos.

## Títulos

### Como jogador
Olympique de Marseille
- Ligue 1: 1990/91 e 1991/92
- Ligue 2: 1994/95
- Liga dos Campeões da UEFA: 1992/93

### Como treinador
Évian TG
- Championnat National: 2009/10
- Ligue 2: 2010/11